# Amyris vestita
Amyris vestita är en vinruteväxtart som beskrevs av Cyrus Longworth Lundell. Amyris vestita ingår i släktet Amyris och familjen vinruteväxter. Inga underarter finns listade i Catalogue of Life.